# 異唇裂腹魚
異唇裂腹鱼（学名：Schizothorax heterochilus）为輻鰭魚綱鯉形目鲤科裂腹鱼属的其中一種。該物種被IUCN列為無危物種，分布於亞洲中國，體長可達36.5公分，棲息在中底層水域。